# Armenia na Mistrzostwach Świata w Lekkoatletyce 2017
Armenia na Mistrzostwach Świata w Lekkoatletyce 2017 – reprezentacja Armenii podczas Mistrzostw Świata w Londynie liczyła 1 zawodnika, który nie zdobył medalu.

## Rezultaty
| Zawodnik        | Konkurencja   | Eliminacje | Eliminacje | Półfinał | Półfinał | Finał    | Finał   |
| Zawodnik        | Konkurencja   | Rezultat   | Pozycja    | Rezultat | Pozycja  | Rezultat | Pozycja |
| --------------- | ------------- | ---------- | ---------- | -------- | -------- | -------- | ------- |
| Narek Ghukasyan | Bieg na 400 m | 49,70      | 49.        | NQ       | NQ       | NQ       | NQ      |